# Carl Alexander von Ungern-Sternberg
Carl Alexander von Ungern-Sternberg, född den 22 juni 1724, död den 17 oktober 1760 på Äs säteri i Julita socken, var en svensk friherre och diplomat.

## Biografi
Carl Alexander von Ungern-Sternberg föddes som son till Mattias Alexander von Ungern-Sternberg. Han blev Sveriges minister i Köpenhamn 1756, en tjänst han innehade till 1760. Han dog på Äs säteri i Julita socken 1760, ogift och barnlös.